# Crotalaria sagittalis
Espèce
Crotalaria sagittalis, la crotalaire sagittée, est une espèce de plantes à fleurs dicotylédones de la famille des Fabaceae, sous-famille des Faboideae, originaire du continent américain.

## Description
C'est une plante herbacée annuelle, à port dressé, aux tiges poilues pouvant atteindre 10 à 40 cm de haut. Les feuilles, alternes, sessiles, sont lancéolées à linéaires. Les fleurs ont un calice vert pâle et  une corolle jaune pâle de type papilionacé. Les fruits caractéristiques sont des gousses pendantes très renflées.

## Étymologie
Le nom générique « Crotalaria », dérive du terme latin crotalum, du grec κρόταλον (krótalon), « castagnette, grelot », en référence au bruit provoqué par les graines qui s'entrechoquent dans les gousses mûres lorsqu'on les secoue.
L'épithète spécifique, « sagittalis », est un adjectif de latin botanique signifiant « comme une flèche ».

## Taxinomie

### Synonymes
Selon The Plant List (19 août 2019) :
- Anonymos sagittalis Walter
- Crotalaria belizensis Lundell
- Crotalaria fruticosa Mill.
- Crotalaria lunulata Raf.
- Crotalaria matthewsana Benth.
- Crotalaria parviflora Roth
- Crotalaria sagittalis var. blumeriana Senn
- Crotalaria sagittalis var. fruticosa (P. Mill.) Fawcett & Rendle
- Crotalaria sagittalis var. oblonga Michx.
- Crotalaria tuerckheimii H. Senn

### Liste des variétés
Selon Tropicos (19 août 2019) (Attention liste brute contenant possiblement des synonymes) :
- Crotalaria sagittalis var. blumeriana H. Senn
- Crotalaria sagittalis var. espadilla (Kunth) Kuntze
- Crotalaria sagittalis var. fruticosa (Mill.) Fawc. & Rendle
- Crotalaria sagittalis var. linearis Michx.
- Crotalaria sagittalis var. oblonga Michx.
- Crotalaria sagittalis var. ovalis Michx.
- Crotalaria sagittalis var. parviflora (Roth) Schltdl.
- Crotalaria sagittalis var. rotundifolia Schltdl.
- Crotalaria sagittalis var. sagittalis